# Siba
Sérgio Roberto Veloso de Oliveira (Recife, 16 de fevereiro de 1969), mais conhecido pelo nome artístico Siba, é um cantor e compositor brasileiro.

## Biografia
Iniciou a carreira em 1992, tocando guitarra e rabeca na banda Mestre Ambrósio, uma das pioneiras do movimento Manguebeat. Em 1997 compôs Baile catingoso, incluída na trilha sonora do filme Baile Perfumado.
Em 2002, com o fim da Mestre Ambrósio, foi morar em Nazaré da Mata e formou a banda Fuloresta do Samba, formado por músicos da Zona da Mata pernambucana.
Na atmosfera da Zona da Mata, mergulhou de cabeça na ciranda e no maracatu de baque solto, com os quais já tinha afinidade e dos quais tornou-se mestre. Em parceria com um dos maiores nomes do maracatu rural, Mestre Barachinha, Siba lançou em 2003 um álbum totalmente dedicado a esse gênero da cultura popular: No Baque Solto Somente.
Em 2007, novamente com a Fuloresta, lança Toda Vez que Eu Dou Um Passo o Mundo Sai do Lugar, que alcançou mais sucesso que o álbum de 2002.
Em 2009 lançou, em parceria com o violeiro, cantor, compositor e pesquisador Roberto Corrêa, o disco Violas de Bronze. Neste disco, além de cantar e tocar rabeca, mostrou seus domínios da viola nordestina. 
Lançou em 2012 o disco solo Avante, em que buscou uma sonoridade mais elétrica, com produção do guitarrista Fernando Catatau, da banda Cidadão Instigado..
Seu álbum Coruja Muda foi eleito um dos 25 melhores álbuns brasileiros do segundo semestre de 2019 pela Associação Paulista de Críticos de Arte.

## Discografia
- 2012 - Avante [7]
- 2015 - De Baile Solto [8]
- 2019 - Coruja Muda[9]

### Com Mestre Ambrósio
- 1996 - Mestre Ambrósio
- 1996 - Baile Perfumado
- 1997 - Fuá na casa de Cabral
- 1999 - Baião de Viramundo - Tributo a Luiz Gonzaga
- 1999 - Songbook de Chico Buarque
- 2001 - Terceiro Samba

### Siba e a Fuloresta
- 2002 - Fuloresta do Samba
- 2007 - Toda Vez Que eu Dou Um Passo o Mundo Sai do Lugar[10]
- 2009 - Canoa Furada (EP)
- 2018 - Sessões Selo Sesc #2: Siba e a Fuloresta

### Com Barachinha
- 2003 - No Baque Solto Somente[11]

### Com Roberto Corrêa
- 2009 - "Violas de Bronze" [12]